# 1-800-273-8255
1-800-273-8255 è un singolo del rapper statunitense Logic, pubblicato il 28 aprile 2017 come terzo estratto dal terzo album in studio Everybody. Il brano ha visto la partecipazione di Alessia Cara e Khalid.

## Descrizione
Il titolo della canzone fa riferimento alla National Suicide Prevention Lifeline, la rete per la prevenzione dei suicidi negli Stati Uniti. 1-800-273-8255 ha raggiunto la terza posizione nella Billboard Hot 100 ed ha ricevuto delle candidature per miglior canzone e miglior videoclip ai Grammy Awards 2018.

## Video musicale

Screenshot tratto dal video del brano

Il video musicale è stato pubblicato sul canale YouTube di Logic il 17 agosto 2017. Diretto da Andy Hines, è incentrato su un ragazzo che si sente a disagio per via della sua sessualità. Nel videoclip del brano appaiono tra gli altri Coy Stewart, Nolan Gould, Don Cheadle, Luis Guzmán e Matthew Modine.

## Tracce
1. 1-800-273-8255 – 4:10

## Successo commerciale
1-800-273-8255 ha debuttato alla 61ª posizione nella Billboard Hot 100 e alla 67ª nella Billboard Canadian Hot 100. A seguito della pubblicazione dell'album, il singolo ha raggiunto rispettivamente le posizioni 47 e 40. Il 20 agosto 2018, il brano viene certificato cinque volte platino negli Stati Uniti dalla RIAA.
Dopo la performance eseguita agli MTV Video Music Awards 2017, il singolo ha raggiunto la nona posizione nella Billboard Hot 100, diventando la prima canzone per Logic e Khalid ad entrare in top 10, e la quarta di Alessia Cara. Successivamente ha raggiunto la terza posizione, diventando il brano più alto in classifica per tutti e tre i cantanti.

## Impatto
Stando ai dati forniti dalla National Suicide Prevention Lifeline, nelle tre settimane successive alla pubblicazione del singolo si è verificato un incremento delle chiamate del 27%, e le visite nel loro sito internet sono aumentate da 300 000 a 400 000 nei mesi successivi.
Il direttore delle comunicazioni della Lifeline, Frances Gonzalez, ha riportato che, a seguito degli MTV Video Music Awards 2017, l'associazione ha registrato un aumento del 50% delle chiamate.
Durante i Grammy Awards 2018, Logic ha performato al fianco di Khalid e Alessia Cara in segno di tributo per Chris Cornell, frontman dei Soundgarden, e Chester Bennington, frontman dei Linkin Park, entrambi morti per suicidio nel 2017.